# Кубок домашних наций 1886
Кубок домашних наций 1886 (англ. 1886 Home Nations Championship — Чемпионат домашних наций 1886) — четвёртый в истории регби Кубок домашних наций, прародитель современного регбийного Кубка шести наций. Впервые в истории победу присудили сразу двум командам: Англии и Шотландии.

## Итоговая таблица
| Место | Сборная   | Игры     | Игры   | Игры  | Игры      | Очки в матчах** | Очки в матчах** | Очки в матчах** | Очки в турнире |
| Место | Сборная   | Сыграно* | Победы | Ничьи | Проигрыши | Забито          | Пропущено       | Разница         | Очки в турнире |
| ----- | --------- | -------- | ------ | ----- | --------- | --------------- | --------------- | --------------- | -------------- |
| 1     | Шотландия | 3        | 2      | 1     | 0         | 6               | 0               | +6              | 5              |
| 2     | Англия    | 3        | 2      | 1     | 0         | 1               | 1               | +0              | 5              |
| 3     | Уэльс     | 2        | 0      | 0     | 2         | 1               | 3               | −2              | 0              |
| 4     | Ирландия  | 2        | 0      | 0     | 2         | 0               | 4               | −4              | 0              |

*Матч между командами Ирландии и Уэльса не был сыгран, поскольку его результат уже не влиял на ход турнира.

**По регламенту турнира в матче начислялось очко только за забитый гол (перед ним нужно было реализовать попытку обязательно), а подсчёт попыток вёлся в том случае, только если матч заканчивался вничью.

## Сыгранные матчи
- 2 января 1886, Лондон: Англия 1:1 (2:1 по попыткам) Уэльс
- 9 января 1886, Кардифф: Уэльс 0:2 Шотландия
- 6 февраля 1886, Дублин: Ирландия 0:0 (0:1 по попыткам) Англия
- 20 февраля 1886, Эдинбург: Шотландия 4:0 Ирландия
- 13 марта 1886, Эдинбург: Шотландия 0:0 Англия